# Bernhard Hermann Köckemann

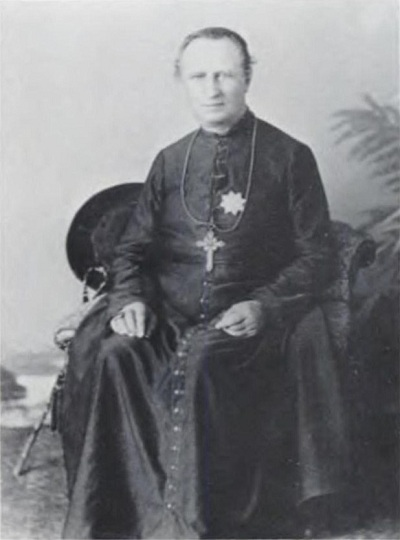
Bischof Herman Koeckemann

Bernhard Hermann Köckemann SS.CC., genannt Hermann Köckemann (* 10. Januar 1828 in Ostbevern; † 22. Februar 1892 in Honolulu) gehörte zu den Arnsteiner Patres. Er war von 1882 bis 1892 Apostolischer Vikar der Hawaiischen Inseln.

## Leben
Bernhard Köckemann war der Sohn eines Bauern aus Ostbevern in Westfalen, Königreich Preußen. Als 14-Jähriger besuchte er das Gymnasium Paulinum in Münster. Danach trat er in Löwen in die Kongregation von den Heiligsten Herzen Jesu und Mariens (Arnsteiner Patres) ein. Er wurde am 11. April 1851 in den Orden aufgenommen und nahm den Ordensnamen Hermann an. Es folgte ein dreijähriges Hochschulstudium der Theologie in Löwen. Dann wurde als Missionar seines Ordens nach Hawaii geschickt. Dort empfing er am 31. Mai 1862 im Alter von 34 Jahren das Sakrament der Priesterweihe.
Köckemann wurde Pfarrer der noch jungen katholischen Gemeinde und half gelegentlich auch in der Diözesanverwaltung aus, wenn der Bischof durch Krankheit verhindert war. Am 17. Mai 1881 wurde er von Papst Leo XIII. zum Koadjutor des Apostolischen Vikars von Hawaii und zum Titularbischof von Olba ernannt. Am 21. August desselben Jahres empfing er in der Kathedrale des Erzbistums San Francisco durch Erzbischof Joseph Sadoc Alemany y Conill OP die Bischofsweihe. Mitkonsekratoren waren der Eugene O’Connell, Bischof von Grass Valley, und Giovanni Timoleone Raimondi PIME, Apostolischer Vikar von Hong Kong. 1881 wurde ihm vom König der Orden Kalākaua I. verliehen.
Mit dem Tod seines Vorgängers Louis-Désiré Maigret wurde er am 11. Juni 1882 Apostolischer Vikar von Hawaii. Seine Amtszeit war geprägt von der massiven Zuwanderung vom portugiesischen Zuwanderern aus Madeira. Die dabei auftretenden Spannungen konnte er geschickt mildern. Besonders bemühte er sich um die Steigerung der allgemeinen Bildung; hierfür gründete er sehr viele Schulen auf der Insel. Auch begleitete er das Sterben des an Lepra erkrankten Damian de Veuster, mit dem er in brieflichem Kontakt stand. Drei Jahre später starb auch Köckemann. Er wurde auf dem katholischen Friedhof in Honolulu beigesetzt.